# Eva Pfanzelter
Eva Pfanzelter (* 1969 in Bozen) ist eine Südtiroler Zeithistorikerin. Seit 1999 lehrt und forscht sie am Institut für Zeitgeschichte der Universität Innsbruck. Sie ist assoziierte Professorin für Zeitgeschichte sowie stellvertretende Leiterin des Instituts für Zeitgeschichte und des Forschungszentrums Digital Humanities der Universität Innsbruck.

## Leben
Die aus Kastelruth stammende Pfanzelter studierte an der Universität Innsbruck Geschichte sowie die Fächerkombination Englisch und EDV für Geisteswissenschaften. 1995 schloss sie ihr Studium mit einer in englischer Sprache verfassten Diplomarbeit über Südtirol und das Selbstbestimmungsrecht in Akten des US-Außenministeriums 1914–1946 ab. Bereits 1994 hatte sie den Master of Arts an der amerikanischen Eastern Illinois University in Charleston erworben. 2005 erlangte sie in Innsbruck mit einer Dissertation über die amerikanische Besatzungszeit in Südtirol 1945 ihre Promotion. Seit September 2016 ist sie assoziierte Professorin am Institut für Zeitgeschichte der Universität Innsbruck.

## Forschungsschwerpunkte
Zu Pfanzelters Forschungsschwerpunkten zählen europäische und regionale Zeitgeschichte nach 1945, die Regionalgeschichte Südtirols/Tirols, Erinnerungskulturen und Geschichtspolitik, Holocaust Studies und Digital History/Digital Humanities.

## Publikationen (Auswahl)
- Südtirol unterm Sternenbanner: die amerikanische Besatzung Mai-Juni 1945. Bozen: Edition Raetia 2005, ISBN 978-88-7283-251-6
- (Hrsg., mit Ingrid Böhler, Thomas Spielbüchler und Rolf Steininger) 7. Österreichischer Zeitgeschichtetag 2008. 1968 – Vorgeschichten – Folgen. Bestandsaufnahme der österreichischen Zeitgeschichte, Innsbruck/Wien/Bozen: Studienverlag 2010, ISBN 978-3-7065-4867-0
- (Hrsg., mit Ingrid Böhler und Rolf Steininger) Stationen im 20. Jahrhundert (Innsbrucker Forschungen zur Zeitgeschichte 27). Innsbruck/Wien/Bozen: Studienverlag 2011, ISBN 978-3-7065-5008-6
- (Hrsg., mit Peter Haber) historyblogosphere: Bloggen in den Geschichtswissenschaften. München: Oldenbourg 2013, ISBN 978-3-486-71715-0 Open Access
- (Hrsg.) Option und Erinnerung / La Memoria delle opzioni. Innsbruck u. a.: Studienverlag (= Geschichte und Region/Storia e regione, 22 (2013), Heft 2). ISBN 978-3-7065-5276-9
- Option und Gedächtnis: Erinnerungsorte der Südtiroler Umsiedlung 1939. Bozen: Raetia 2014, ISBN 978-88-7283-507-4
- (Hrsg.) Option und Erinnerung, Geschichte und Region/Storia e regione 2013 (Heft 2), Innsbruck/Wien/Bozen: Studienverlag 2014, ISBN 978-3-7065-5276-9
- At the Crossroads with Public History: Mediating the Holocaust on the Internet. In: Holocaust Studies. A Journal of Culture and History, 21/4, 2015, S. 250–271.
- The (Un)digested Memory of the South Tyrolean Resettlement in 1939. In: Georg Grote, Hannes Obermair (Hrsg.): A Land on the Threshold. South Tyrolean Transformations, 1915–2015. Peter Lang, Oxford-Bern-New York 2017, ISBN 978-3-0343-2240-9, S. 119–143.
- (Hrsg., mit Dirk Rupnow) einheimisch – zweiheimisch – mehrheimisch. Geschichte(n) der neuen Migration in Südtirol. Bozen: Raetia 2017, ISBN 978-88-7283-595-1
- (Hrsg., mit Walter Obwexer) 70 Jahre Pariser Vertrag: Handbuch. Wien: Verlag Österreich 2017, ISBN 978-3-7046-7773-0
- (Hrsg., mit Walter Obwexer) 70 anni Accordo di Parigi (= Menschenwürde und Menschenrechte / Dignità umana e diritti umani / Human Dignity and Human Rights, 2). Baden-Baden: Nomos Verlag 2020, ISBN 978-3-8487-7685-6
- Das Erzählen von Geschichte(n) mit Daten aus der Wayback Maschine am Beispiel von Holocaust-Websites. In: Zeitgeschichte 47, 2020, H. 4, S. 491–519.
- (mit Sarah Oberbichler, Jani Marjanen, Pierre-Carl Langlais, Stefan Hechl) Digital Interfaces of Historical Newspapers: Opportunities, Restrictions and Recommendations, in: Journal of Data Mining and Digital Humanities, 2021, https://jdmdh.episciences.org/7069.
- #URL Holocaust digital. Verhandlungen des Genozids zwischen Public History, Geschichtspolitik und Kommerz. Innsbruck: iup 2023. Print und Open Access https://doi.org/10.15203/99106-111-3